# Оболонсько-Теремківська лінія
Оболо́нсько-Теремкі́вська лі́нія (до 2018 року — Курені́всько-Червоноармі́йська; також відома як «синя лінія») — історично друга лінія Київського метрополітену. Кількість станцій — 18, довжина лінії — 20,9 км, тривалість поїздки — 34 хв.
Нумерація колій: «Теремки» — «Героїв Дніпра» — I, «Героїв Дніпра» — «Теремки» — II.

## Історія будівництва
Будівництво лінії розпочато 1970 року.
Первинна назва лінії — «Куренівсько-Червоноармійська», відображала не реальну трасу, а початковий проєкт лінії, бо вона не пролягає через місцевість Куренівку. У середині 1960-х років перспективні плани передбачали будівництво лінії в бік Куренівки та Пріорки зі станціями «Заводська» на місці сучасної станції «Тараса Шевченка», «Петропавлівська» в районі перетину Петропавлівської площі і «Площа Шевченка» на однойменній площі. Але в результаті будівництва масиву Оболонь було ухвалено рішення про зміну трасування лінії. Друга частина назви — «Червоноармійська» — перестала відповідати наземній топоніміці після перейменування станції «Червоноармійська» в «Палац „Україна“» у 1993 році і відновлення колишній Червоноармійській вулиці історичної назви Велика Васильківська у листопаді 2014 року.
З 2018 року лінія, отримала сучасну назву, нині — Оболонсько-Теремківська.
| Пускова дільниця (об'єкт) | Дата             | Довжина, км |
| --- | ---------------- | ----------- |
| «Площа Калініна» (нині — «Майдан Незалежності»), «Поштова площа», «Червона площа» (нині – «Контрактова площа»), пересадковий вузол між станціями «Площа Калініна» (нині «Майдан Незалежності») і «Хрещатик» | 17 грудня 1976   | 2,32        |
| «Тараса Шевченка», «Петрівка» (нині — «Почайна»), «Проспект Корнійчука» (нині — «Оболонь») | 19 грудня 1980   | 4,40        |
| «Площа Льва Толстого» (зараз «Площа Українських Героїв»), «Республіканський стадіон» (нині — «Олімпійська»)                                                                                                 | 19 грудня 1981   | 1,70        |
| «Мінська», «Героїв Дніпра» | 6 листопада 1982 | 2,35        |
| «Червоноармійська» (нині «Палац „Україна“»), «Дзержинська» (нині — «Либідська») | 30 грудня 1984   | 2,43        |
| 2-й пересадковий вузол між станціями «Площа Жовтневої революції» (нині — «Майдан Незалежності») та «Хрещатик»                                                                                               | 3 грудня 1986    | —           |
| Електродепо «Оболонь» | 19 березня 1988  | —           |
| Пересадковий вузол між станціями «Площа Льва Толстого» (зараз «Площа Українських Героїв») та «Палац спорту»                                                                                                 | 31 грудня 1989   | —           |
| «Деміївська», «Голосіївська», «Васильківська» | 15 грудня 2010   | 3,80        |
| «Виставковий центр» | 27 грудня 2011   | 1,48        |
| «Іподром» | 25 жовтня 2012   | 0,92        |
| «Теремки» | 6 листопада 2013 | 1,5         |
| Разом: | 18 станцій       | 20,9        |

## Перейменування
| Станція                    | Попередня назва             | Роки      |
| -------------------------- | --------------------------- | --------- |
| «Майдан Незалежності»      | «Площа Калініна»            | 1976—1977 |
| «Майдан Незалежності»      | «Площа Жовтневої революції» | 1977—1991 |
| «Контрактова площа»        | «Червона площа»             | 1976—1990 |
| «Оболонь»                  | «Проспект Корнійчука»       | 1980—1990 |
| «Палац „Україна“»          | «Червоноармійська»          | 1984—1993 |
| «Либідська»                | «Дзержинська»               | 1984—1993 |
| «Олімпійська»              | «Республіканський стадіон»  | 1981—2011 |
| «Почайна»                  | «Петрівка»                  | 1980—2018 |
| «Площа Українських Героїв» | «Площа Льва Толстого»       | 1981—2023 |

## Пасажиропотік
| Станція                          | Пасажиропотік, тис. осіб/добу | Пасажиропотік, тис. осіб/добу | Пасажиропотік, тис. осіб/добу | Пасажиропотік, тис. осіб/добу | Пасажиропотік, тис. осіб/добу | Пасажиропотік, тис. осіб/добу | Пасажиропотік, тис. осіб/добу | Пасажиропотік, тис. осіб/добу | Пасажиропотік, тис. осіб/добу |
| Станція                          | 2009                          | 2011                          | 2012                          | 2013                          | 2014                          | 2015                          | 2016                          | 2017                          | 2018                          |
| -------------------------------- | ----------------------------- | ----------------------------- | ----------------------------- | ----------------------------- | ----------------------------- | ----------------------------- | ----------------------------- | ----------------------------- | ----------------------------- |
| Героїв Дніпра                    | 38,6                          | 37,5                          | 36,1                          | 36,0                          | 34,3                          | 33,7                          | 32,3                          | 30,4                          | 28,5                          |
| Мінська                          | 51,5                          | 50,8                          | 50,3                          | 50,7                          | 47,8                          | 45,5                          | 44,9                          | 46,8                          | 46,9                          |
| Оболонь                          | 38,9                          | 40,4                          | 42,0                          | 41,9                          | 38,8                          | 35,4                          | 33,8                          | 33,9                          | 33,5                          |
| Почайна                          | 52,9                          | 53,3                          | 53,3                          | 52,8                          | 48,9                          | 46,2                          | 44,7                          | 44,4                          | 44,4                          |
| Тараса Шевченка                  | 15,5                          | 16,5                          | 16,6                          | 16,6                          | 15,0                          | 14,5                          | 14,8                          | 15,1                          | 15,5                          |
| Контрактова площа                | 42,1                          | 41,3                          | 42,0                          | 43,7                          | 41,0                          | 39,4                          | 39,5                          | 41,0                          | 41,7                          |
| Поштова площа                    | 11,2                          | 11,5                          | 11,5                          | 9,7                           | 8,9                           | 8,9                           | 10,4                          | 11,8                          | 13,1                          |
| Майдан Незалежності              | 39,1                          | 39,6                          | 35,8                          | 38,7                          | 29,0                          | 29,4                          | 30,2                          | 31,9                          | 31,5                          |
| Площа Українських Героїв         | 28,2                          | 29,3                          | 30,5                          | 30,7                          | 28,5                          | 27,1                          | 26,9                          | 26,7                          | 25,8                          |
| Олімпійська                      | 29,6                          | 31,3                          | 31,9                          | 33,0                          | 31,3                          | 30,2                          | 30,6                          | 31,2                          | 31,2                          |
| Палац «Україна»                  | 22,6                          | 21,0                          | 21,0                          | 21,7                          | 20,2                          | 19,1                          | 18,7                          | 18,9                          | 19,0                          |
| Либідська                        | 52,6                          | 37,5                          | 27,7                          | 34,6                          | 34,6                          | 31,2                          | 30,2                          | 30,2                          | 29,3                          |
| Деміївська                       | —                             | 18,7                          | 20,7                          | 21,6                          | 21,0                          | 20,8                          | 20,6                          | 21,3                          | 21,3                          |
| Голосіївська                     | —                             | 16,8                          | 15,6                          | 15,7                          | 14,9                          | 14,6                          | 14,5                          | 15,0                          | 14,6                          |
| Васильківська                    | —                             | 25,9                          | 18,9                          | 19,1                          | 18,2                          | 18,5                          | 19,1                          | 20,2                          | 21,2                          |
| Виставковий центр                | —                             | 21,5                          | 23,4                          | 22,3                          | 12,3                          | 11,7                          | 12,7                          | 13,5                          | 13,7                          |
| Іподром                          | —                             | —                             | 17,0                          | 8,6                           | 9,5                           | 10,3                          | 11,5                          | 12,8                          | 13,4                          |
| Теремки                          | —                             | —                             | —                             | 23,0                          | 23,2                          | 24,4                          | 26,3                          | 27,9                          | 28,9                          |
| Загалом на лінії, тис. осіб/добу | 420,4                         | 462,4                         | 478,0                         | 497,4                         | 476,4                         | 460,9                         | 461,7                         | 473,0                         | 473,5                         |
| Загалом на лінії, тис. осіб/рік  | 153 432,00                    | 168 815,84                    | 176 482,62                    | 182 829,98                    | 173 912,50                    | 168 246,96                    | 168 985,1                     | 172 639,8                     | 172 833,5                     |

## Перспективи розвитку
| Перелік дільниць і об'єктів                        | Довжина дільниць, км | Кількість станцій | Рік введення в експлуатацію |
| -------------------------------------------------- | -------------------- | ----------------- | --------------------------- |
| «Одеська», електродепо «Теремки»                   | 1,5                  | 1                 | У перспективі               |
| «Автовокзал „Теремки“», «Вулиця Крейсера „Аврора“» | 2,2                  | 2                 | У перспективі               |

## Депо та рухомий склад
Оболонсько-Теремківську лінію обслуговує електродепо «Оболонь».

На лінії експлуатують вагони серій 81-717/714, 81-540.2К/541.2К, 81-540.3К/541.3К.

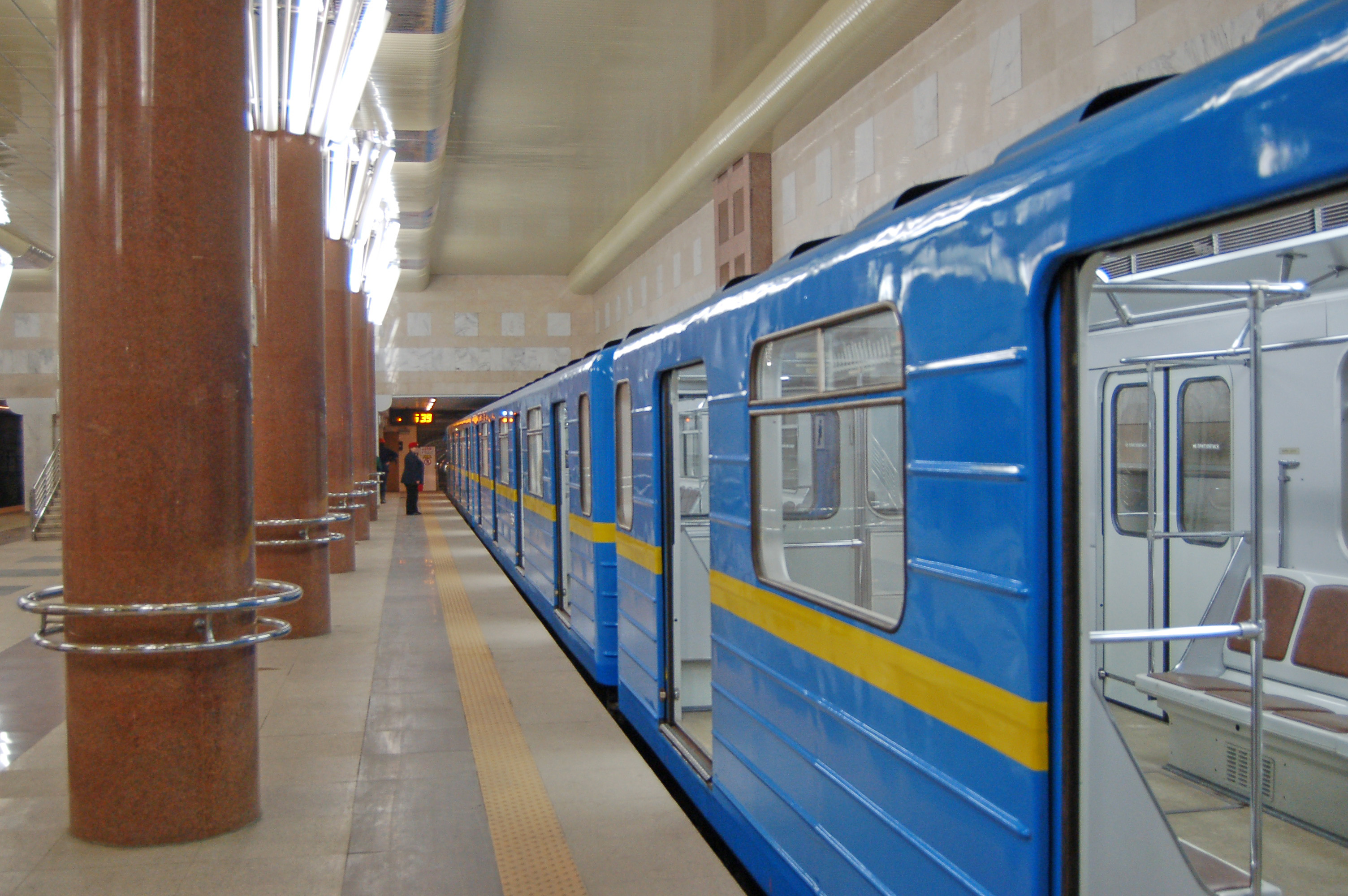
Поїзд 81-717/714 на станції «Деміївська»
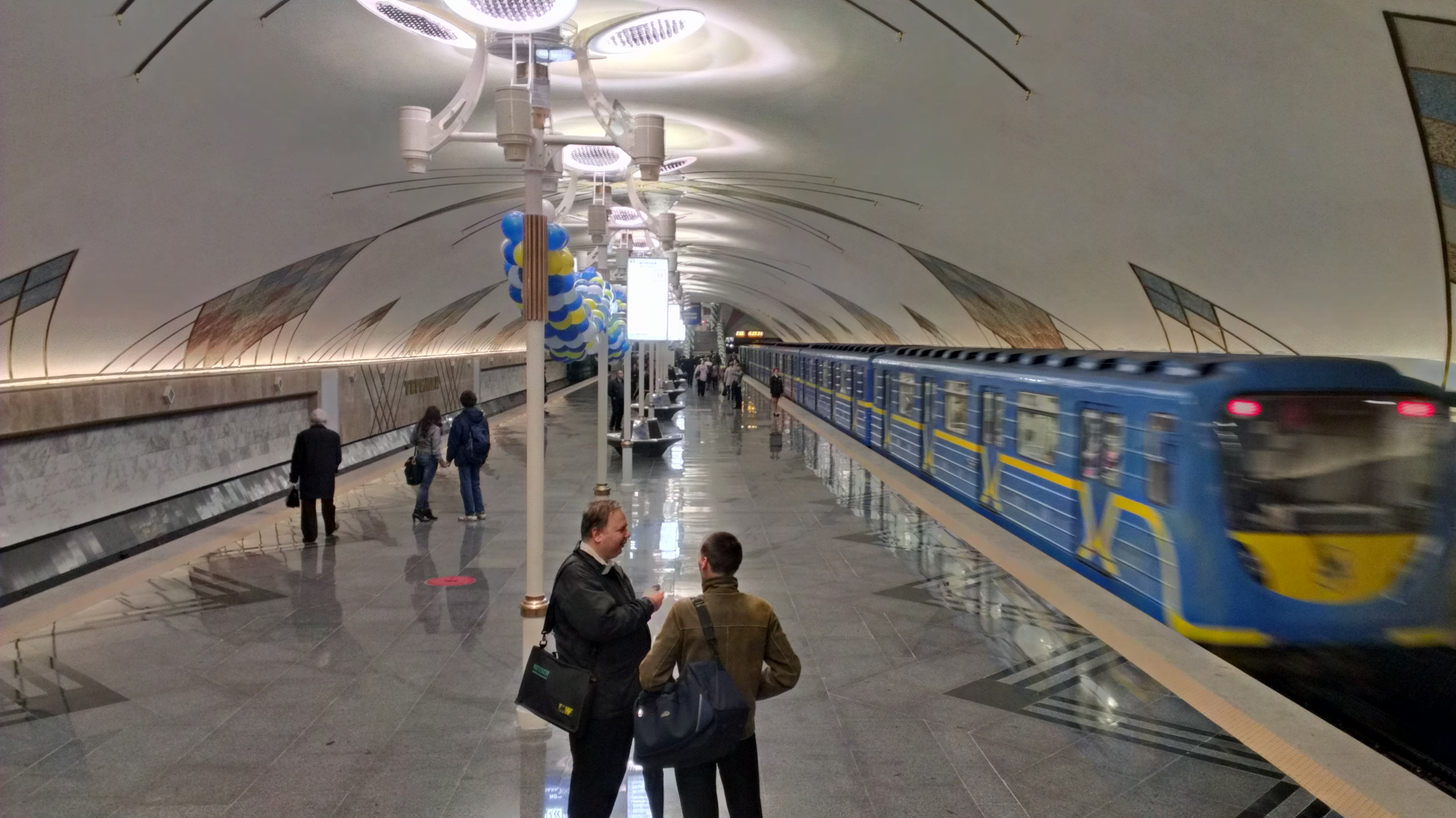
Поїзд 81-540.2к/541.2к на станції «Теремки»

## Проблемні питання
8 грудня 2023 року столична влада оголосила про зупинення руху поїздів на відрізку між станціями «Либідська» та «Деміївська» Оболонсько-Теремківської лінії метро. За попередніми даними, вказані обставини виникли у зв’язку з розгерметизацією тунелю та появою тріщин у його стінах, що призвело до підтоплення тунелю на вказаній ділянці метрополітену. За процесуального керівництва Подільської окружної прокуратури міста Києва у зв’язку з підтопленням тунелів на ділянці Київського метрополітену на Оболонсько-Теремківській лінії метро розпочато досудове розслідування за фактом службової недбалості, що спричинило тяжкі наслідки (ч. 2 ст. 367 КК України).
11 вересня 2024 року відновлювальні роботи на перегоні «Либідська» — «Деміївська» були завершені, а з 12 вересня 2024 року було відновлено повноцінний рух всією лінією від станції «Героїв Дніпра» до станції «Теремки».